# Discospermum javanicum
Discospermum javanicum är en måreväxtart som först beskrevs av Friedrich Anton Wilhelm Miquel, och fick sitt nu gällande namn av Carl Ernst Otto Kuntze. Discospermum javanicum ingår i släktet Discospermum och familjen måreväxter. Inga underarter finns listade i Catalogue of Life.